# Агра (Канзас)
Агра (англ. Agra) — місто (англ. city) в США, в окрузі Філліпс штату Канзас. Населення — 208 осіб (2020).

## Географія
Агра розташована за координатами 39°45′41″ пн. ш. 99°7′11″ зх. д. / 39.76139° пн. ш. 99.11972° зх. д. (39.761450, -99.119623).  За даними Бюро перепису населення США в 2010 році місто мало площу 0,69 км², уся площа — суходіл.

## Демографія
Згідно з переписом 2010 року, у місті мешкало 267 осіб у 116 домогосподарствах у складі 78 родин. Густота населення становила 389 осіб/км².  Було 162 помешкання (236/км²).
Расовий склад населення:
| - 95,1 % — білих - 1,9 % — корінних американців - 0,4 % — чорних або афроамериканців - 0,4 % — азіатів |

До двох чи більше рас належало 2,2 %. Частка іспаномовних становила 2,2 % від усіх жителів.
За віковим діапазоном населення розподілялося таким чином: 23,2 % — особи молодші 18 років, 57,7 % — особи у віці 18—64 років, 19,1 % — особи у віці 65 років та старші. Медіана віку мешканця становила 49,4 року. На 100 осіб жіночої статі у місті припадало 105,4 чоловіків;  на 100 жінок у віці від 18 років та старших — 97,1 чоловіків також старших 18 років.
Середній дохід на одне домашнє господарство  становив 42 528 доларів США (медіана — 41 250), а середній дохід на одну сім'ю — 52 264 долари (медіана — 46 250). Медіана доходів становила 32 250 доларів для чоловіків та 22 500 доларів для жінок. За межею бідності перебувало 14,9 % осіб, у тому числі 13,3 % дітей у віці до 18 років та 19,3 % осіб у віці 65 років та старших.
Цивільне працевлаштоване населення становило 121 осіб. Основні галузі зайнятості: освіта, охорона здоров'я та соціальна допомога — 24,8 %, сільське господарство, лісництво, риболовля — 17,4 %, роздрібна торгівля — 14,0 %, фінанси, страхування та нерухомість — 13,2 %.